# Gérard Lenorman

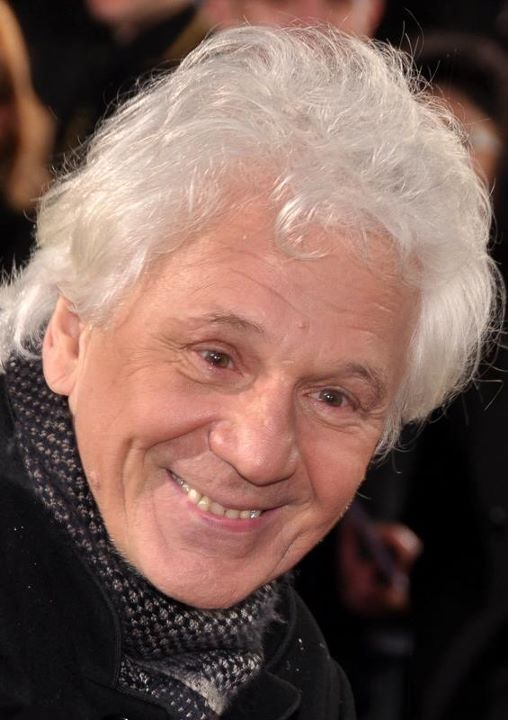
Gérard Lenorman (2012)

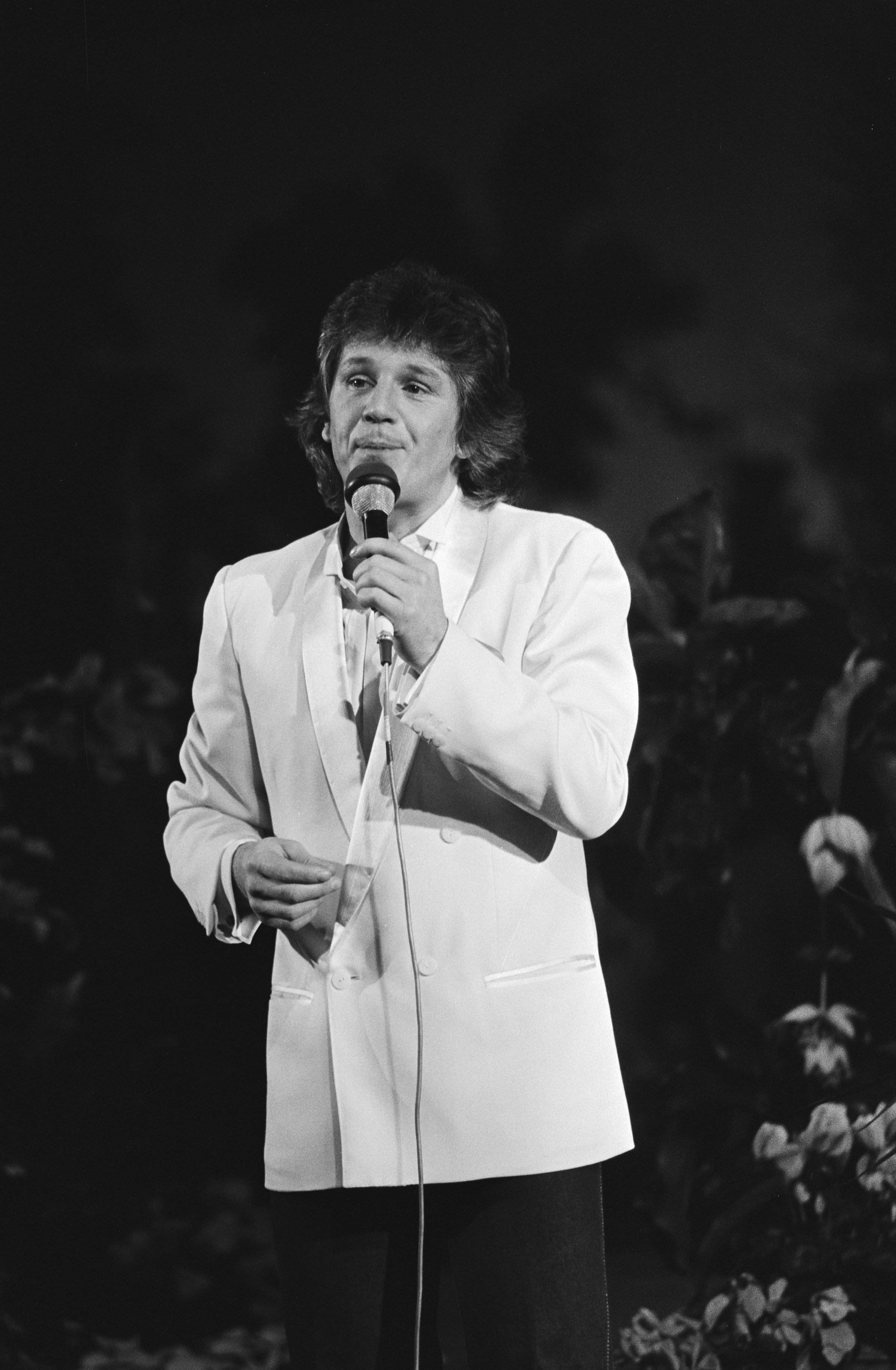
Gérard Lenorman während eines Auftritts im niederländischen Rijnsburg, 1982

Gérard Christian Eric Lenorman (* 9. Februar 1945 in Bénouville, Frankreich) ist ein französischer Sänger und Chansonnier. Er gehörte zu einer jungen Generation von Chansonniers, die nicht mehr im klassischen Stil komponierten und sangen, sondern die Jugendkultur ihrer Zeit repräsentierten und französische Popsongs im Geist der späten 1960er/1970er Jahre darboten. Zu seinen bekanntesten Titeln gehören La Ballade des gens heureux aus dem Jahr 1975 sowie Voici les clés aus dem Jahr 1976.

## Leben
Gérard Lenormans Mutter, Madeleine Lenorman, brachte ihren Sohn im Alter von 16 Jahren auf der Geburtsstation des Château de Bénouville zur Welt, einer seit 1927 von Nonnen betriebenen Institution zur Aufnahme von minderjährigen Schwangeren. Sein Vater wurde als unbekannt eingetragen. Erst mit 35 Jahren, nachdem er einen Teil seiner Kindheit in einem Waisenhaus zugebracht und als junger Mann ein bekannter Chansonnier geworden war, erfuhr Gérard Lenorman, dass sein Vater ein Soldat der deutschen Besatzungstruppen gewesen war, der den Vornamen Erich trug und im zivilen Leben Geiger und Dirigent war. Dennoch sollte er seinen Vater nie kennenlernen. Anlässlich der späten Offenbarung der eigenen Herkunft schrieb er 1980 ein Lied mit der deutschen Titelzeile Warum mein Vater.
Seine erste Platte nahm Lenorman 1967 auf. 1968 lernte er Brigitte Bardot kennen und schrieb zwei Chansons für sie (La Fille de paille und Je voudrais perdre la mémoire). 1969 trat er mit mehreren seiner Lieder im Begleitprogramm der Tournée von Sylvie Vartan auf. 1970/71 übernahm er von Julien Clerc die Hauptrolle in der französischen Version des Musicals Hair. 1971 unterschrieb er einen Plattenvertrag mit der Firma CBS Disques, und in den folgenden Jahren erschienen seine größten Erfolge, darunter Il (Il parle aux oiseaux), 1971; Les matins d'hiver, 1972; Si tu ne me laisses pas tomber, 1973; Quelque chose et moi, 1974; La Ballade des gens heureux, 1975; Michèle, 1976; L’enfant des cathédrales, 1977; Si j'étais président, 1980.
Sein erfolgreichstes Lied in Deutschland war La Ballade des gens heureux; auch Michèle wurde von deutschen Rundfunkanstalten öfters gespielt. Im Jahr 1986 veröffentlichte Lenorman das Lied Les Bleu des regrets, das auf dem im selben Jahr erschienenen Berlin-Klassiker Take My Breath Away basierte. 1988 nahm er für Frankreich am Eurovision Song Contest teil; sein Beitrag Chanteur de charme schaffte es mit 64 Punkten auf Platz 10.
Ende 2011 feierte Lenorman ein bemerkenswertes Comeback, als eine Sammlung mit Duetten, Duos de mes chansons, auf Platz zwei der französischen Album-Charts landete. Das Werk beinhaltete Neuaufnahmen seiner großen Erfolge; ihm zur Seite standen dabei Kollegen wie Tina Arena, Anggun oder Patrick Fiori. Duos de mes chansons konnte sich über ein Jahr in den Charts halten.
Am 8. Oktober 2021 erschien nach vielen Jahren wieder ein Album mit völlig neuen Chansons, die unter Mitwirkung von älteren und jungen Musikerkollegen geschrieben wurden. Zu diesen Musikern zählen Serge Lama, Vianney und Bénabar. Namensgeber des Albums ist der Titel Le goût du bonheur.
Mit seiner Ehefrau Caroline hat Lenorman vier Kinder: Mathieu (1974), Justine (1977), Clémence (1980) und Victor (1985). Die Ehe wurde 1989 geschieden.
Außerhalb der Öffentlichkeit und ganz privat hat Lenorman, der so sympathische französische Chansonnier mit wunderschönen Balladen wie Voici les clés am 9. Februar 2025 seinen 80. Geburtstag begangen. Joyeux anniversaire!

## Diskografie

### Alben (Auswahl)
- Olympia 75 (1975, FR: Gold)[4]
- Drôles de chansons (1976, FR: Gold)
- Nostalgies (1978, FR: Gold)
- Le soleil des tropiques (1983, FR: Gold)
- Les Grandes Chansons (1994, CA: Gold)
- Duos de mes chansons (2011, FR: ×3Dreifachplatin )

### Chansons
- Sueva (1969)
- Je partirai (1970)
- Le Petit Prince (1972)
- Si tu ne me laisses pas tomber (1973)
- Je n’ai jamais rencontré Dieu (1974)
- Je vous écris (1974)
- Soldats ne tirez pas (1974)
- La ballade des gens heureux (1975, CA: Gold, auch auf Deutsch unter dem Titel Das Lied der kleinen Leute, 1978)
- Michèle (1976)
- Voici les clés (1976)
- Gentil dauphin triste (1976, FR: Gold)
- Elles s’en vont les amours (1977)
- L’enfant des cathédrales (1977)
- Sous d’autres latitudes (1977)
- Chante en anglais (1978)
- So Long Maria (1978)
- La Fête de Juillet-Juillet (1979)
- Une chanson (1979)
- La Clairière de l’enfance (1980)
- Si j’étais Président (1980)
- Warum mein Vater (1980)
- Entre Province et Normandie (1981)
- Amour de pluie (1982)
- Amoureux encore (1984)
- Fière et Nippone (1985)
- Les mains sur le volant (1985)
- Le Bleu des regrets (1986)
- La Saison des pluies (1987)
- Chanteur de charme (1988)
- Montfort l’Amaury (1990)
- Moi vivant (1992)

## Autobiografie
- Je suis né à vingt ans. Calmann-Lévy, Paris 2007, ISBN 978-2-7021-3865-6.